# سرتو بالا بگیر (ترانه مارتین گریکس)
«سرتو بالا بگیر» (انگلیسی: Don't Look Down) تک‌آهنگی است از مارتین گریکس، دی‌جی هلندی که با همراهی آشر اجرا و ضبط گردیده است.